# Jan Clifford (1768-1823)
Jan Clifford (Amsterdam, 11 januari 1768 – aldaar, 27 maart 1823) was een Nederlands politicus.

## Biografie
Na zijn studie rechten (gepromoveerd te Leiden in 1789) werd Clifford, lid van de familie Clifford, advocaat. Daarnaast was hij ook kerkmeester en schepen in zijn geboorteplaats. Van 1814 tot 1816 was hij lid van Provinciale Staten van Holland en Gedeputeerde Staten van Noord-Holland. Van 1816 tot 1819 was hij lid van de Tweede Kamer der Staten-Generaal; in die functie betoonde hij zich geen voorstander van de wet tot beteugeling van de drukpers. Nevenfuncties had hij als kapitein van de burgerij te Amsterdam en kolonel van de schutterij daar.
Clifford was een zoon van Amsterdams schepen Jan Albert Clifford (1741-1806) en Maria Dorothea Muilman (1742-1788). In 1790 trouwde hij met zijn stadgenote Agnes Maria van der Hoop (1772-1820) met wie hij vijf kinderen kreeg, van wie er drie jong stierven.
Clifford was Ridder in de Orde van de Unie en in de Orde van de Reünie. In 1815 werd hij verheven in de Nederlandse adel maar deze gunst verviel door niet lichten.